# Krzywienko
Krzywienko – jezioro położone na zachód od wsi Wysoka Gryfińska, w zachodniej części Pobrzeża Szczecinskiego na Równinie Wełtyńskiej.
Jezioro Krzywienko (Gierland) jest jeziorem o parabolicznej linii brzegowej, zatokami zwrócone na północny wschód. Posiada połączenie z innymi zbiornikami poprzez rzekę Omulną (Wełtyńska Struga), są to Jezioro Wełtyńskie, Gardzienko oraz Brudzień. Na południe od zbiornika wzniesienie Łysa Góra.